# Cleveland (Geòrgia)
Cleveland és una població dels Estats Units a l'estat de Geòrgia. Segons el cens del 2000 tenia 1.907 habitants.

## Demografia
Segons el cens del 2000, Cleveland tenia 1.907 habitants, 729 habitatges, i 468 famílies. La densitat de població era de 233 habitants per km².
Dels 729 habitatges en un 27,6% hi vivien nens de menys de 18 anys, en un 43,5% hi vivien parelles casades, en un 17,3% dones solteres, i en un 35,8% no eren unitats familiars. En el 31,6% dels habitatges hi vivien persones soles el 15% de les quals corresponia a persones de 65 anys o més que vivien soles. El nombre mitjà de persones vivint en cada habitatge era de 2,29 i el nombre mitjà de persones que vivien en cada família era de 2,84.
Per edats la població es repartia de la següent manera: un 19,9% tenia menys de 18 anys, un 21,8% entre 18 i 24, un 22,4% entre 25 i 44, un 20% de 45 a 60 i un 15,9% 65 anys o més.
L'edat mediana era de 32 anys. Per cada 100 dones de 18 o més anys hi havia 79,2 homes.
La renda mediana per habitatge era de 31.949 $ i la renda mediana per família de 37.417 $. Els homes tenien una renda mediana de 27.500 $ mentre que les dones 21.676 $. La renda per capita de la població era de 14.801 $. Entorn del 12,4% de les famílies i el 15,5% de la població estaven per davall del llindar de pobresa.

## Poblacions més properes
El següent diagrama mostra les poblacions més properes.